# Flins-sur-Seine
Flins sur Seine là một xã của Pháp nằm ở tỉnh Yvelines (Quận Mantes-la-Jolie) trong vùng Île-de-France. Xã này có cự ly 14 km về phía đông của Mantes-la-Jolie. Ở đây có nhà máy ô tô của Renault.
Người dân địa phương trong tiếng Pháp gọi là Flinois.
Các xã giáp ranh: Aubergenville về phía tây, des Mureaux và Bouafle về phía đông và Bazemont về phía nam. Về phía bắc, sông Seine tách Juziers và Mézy-sur-Seine.

## Thông tin nhân khẩu
| 106                                              | 773  | 911  | 943  | 991  | 1002 | 952  | 953  | 838  | 841  |
| 1881                                             | 1891 | 1901 | 1911 | 1921 | 1931 | 1936 | 1946 | 1954 | 1962 |
| 766                                              | 772  | 792  | 744  | 802  | 838  | 806  | 867  | 978  | 1174 |
| 1968                                             | 1975 | 1982 | 1990 | 1999 |      |      |      |      |      |
| 1423                                             | 1805 | 1648 | 1804 | 1760 |      |      |      |      |      |
| Số liệu lấy từ năm 1962: Dân số không tính trùng |      |      |      |      |      |      |      |      |      |